# With Love, J (EP)
Albums de Jessica
Wonderland
(2016)
Singles
1. Fly
Sortie : 17 mai 2017
2. Love Me the Same
Sortie : 18 mai 2017

With Love, J est l'EP qui va marquer les débuts de la chanteuse sud-coréenne Jessica Jung. La version coréenne contient six pistes qui ont été publiées par Coridel Entertainment le 17 mai 2016, tandis que la version anglaise possédant cinq pistes a été publiée le 27 mai 2016. Cet EP a été la première musique sortie après le départ de Jessica Jung du groupe Girls' Generation en septembre 2014.
Les chansons Fly et Love Me the Same ont été mises en ligne en même temps que singles respectivement le 17 mai et le 18 mai 2016.

## Contexte
Jessica était normalement chez SM Entertainment en tant que chanteuse du groupe Girls' Generation depuis ses débuts, soit depuis 2007.
Le 30 septembre 2014, Jessica a annoncé sur son compte personnel Weibo qu'elle a été forcée à quitter le groupe.
La dernière chanson sortie en tant que membre du groupe est Divine qui a été publié dans un album japonais. Le 6 août 2016, SM Entertainment a publié un communiqué officiel disant que Jessica avait décidé de ne pas renouveler son contrat.

## Promotion
Le clip pour son single Fly a été publié le 17 mai 2016. En 24 heures, le clip a comptabilisé plus de 2 millions de vues. Un autre clip pour son deuxième single Love Me the Same a été publié le jour suivant, mais a subi plusieurs problèmes, en effet il a été publié puis supprimé pour être publié à nouveau et encore supprimé et enfin publié définitivement.
L'album était déjà disponible en précommande par Coridel Entertainment. Ainsi 60 000 copies ont été vendues le 16 mai 2016 soit un jour avant sa sortie officielle, cela a obligé l'agence à produire de nouvelles copies.

## Critique
Chester Chin de The Star a donné une note de 6/10 à l'album. The Straits Times a donné pour sa part 2.5/5.

## Pistes
| 1.    | Fly (ft. Fabolous)    | Jessica Jung                 | Jessica Jung ; Karriem Mack ; Eric Fernandez ; Tatiana Matthews ; Fabolous | 4:12 |
| 2.    | Big Mini World        | Kim Eun-Soo; Jay Kim         | T-SK ; Jasmine Anderson ; BIG-F                                            | 3:11 |
| 3.    | Falling Crazy in Love | Jessica Jung                 | Henrik Nordenback ; Christian Fast Lisa Demond                             | 4:01 |
| 4.    | Love Me the Same      | Jessica Jung                 | Jessica Jung ; Eric Fernandez ; Karriem Mack ; Julien Cross                | 3:24 |
| 5.    | Golden Sky            | Jessica Jung                 | Jessica Jung ; Karriem Mack ; Tatiana Matthews ; Liana Banks               | 3:15 |
| 6.    | Dear Diary            | Jay Kim; D.EAR; Joo Dong-Jun | D.EAR                                                                      | 3:19 |
| 21:22 |                       |                              |                                                                            |      |

Note: La version anglaise ne possède pas la piste Dear Diary.

## Classement
| Classement (2016)                 | Position |
| --------------------------------- | -------- |
| Japon (Oricon)                    | 34       |
| Corée du Sud (Gaon)               | 1        |
| US Heatseekers Albums (Billboard) | 16       |
| US World Albums (Billboard)       | 4        |

### Classement de fin d'année
| Chart (2016)        | Position |
| ------------------- | -------- |
| Corée du Sud (Gaon) | 33       |

## Historique de publication
| Région        | Date        | Version  | Format                       | Label                                |
| ------------- | ----------- | -------- | ---------------------------- | ------------------------------------ |
| Corée du Sud, | 17 mai 2016 | Coréenne | CD, Téléchargement numérique | Coridel Entertainment, Interpark INT |
| Monde         | 17 mai 2016 | Coréenne | Téléchargement numérique     | Coridel Entertainment, Interpark INT |
| Monde         | 27 mai 2016 | Anglaise | Téléchargement numérique     | Coridel Entertainment                |